# Einar Berntsen
Einar Berntsen (Tønsberg, 20 novembre 1891 – Nøtterøy, 1º febbraio 1965) è stato un velista e pattinatore di velocità su ghiaccio norvegese, vincitore della medaglia di bronzo nella classe 6 metri (regole 1907) ai Giochi olimpici di Anversa 1920 insieme a Henrik Agersborg e Trygve Pedersen.
Prima di diventare velista ha praticato pattinaggio di velocità su ghiaccio partecipando ai campionati mondiali del 1912 classificandosi ottavo.

## Palmarès
- Giochi olimpici

Anversa 1920: oro nella classe 6 metri (regole 1907).